# Brian London
Brian London (Hartlepool, 19 giugno 1934 – Blackpool, 23 giugno 2021) è stato un pugile britannico, campione del Commonwealth (1958-1959) e due volte sfidante al titolo europeo e al titolo mondiale dei pesi massimi.

## Carriera
Professionista dal 1955, incrociò due volte i guantoni con Willie Pastrano, futuro Campione del mondo dei mediomassimi, entrambi ad Harringay. Fu sconfitto ai punti il 25 febbraio 1958 ma vinse sette mesi dopo per knock-out tecnico al settimo round. Tra i due match riuscì a conquistare il titolo di campione britannico e del Commonwealth dei pesi massimi battendo John Erskine per KO all'ottavo round. 
Perse poi ai punti il titolo britannico di fronte ai pugni di Henry Cooper , dal quale aveva già perso nel 1956 (KOT al primo round). Combatté per il titolo mondiale dei massimi a Indianapolis il 1º maggio 1959 ma fu sconfitto da Floyd Patterson per KO all'11º round. Perse anche la chance di conquistare il titolo europeo contro il connazionale Dick Richardson.
Il 26 aprile 1960 batté la medaglia d'oro di Melbourne 1956, Pete Rademacher. Il 7 agosto 1962, sul ring di Brescia, perse ai punti da Santo Amonti e l’anno dopo fu costretto a cedere ai punti anche di fronte allo svedese Ingemar Johansson nell’ultimo incontro combattuto dall’ex campione del mondo. Nel 1964 fece un nuovo tentativo per conquistare titolo europeo e del Commonwealth britannico, entrambi resisi vacanti, ma fu ancora sconfitto ai punti dal trentaduenne Henry Cooper in quindici riprese.
Il 6 agosto 1966 tentò nuovamente la scalata al titolo mondiale dei pesi massimi ma a Kensington, fu messo KO al terzo round da Muhammad Ali, detentore per la WBC. Secondo alcuni fu il più micidiale KO di Ali, essendo portato con velocità incredibile sorprendendo l'avversario sino a farlo cadere.
Dopo questo incontro London combatté altre nove volte. Il 13 novembre 1967, a Liverpool, batté ai punti il quotato Zora Folley ma perse con Jerry Quarry (due volte) e i connazionali Jack Bodell e Joe Bugner. Dopo questo match, combattuto il 12 maggio 1970, appese i guantoni al chiodo.